# Chietag Gaziumow
Chietag Rusłanowicz Gaziumow (ros. Хетаг Русланович Газюмов, azer. Xetaq Qazyumov; ur. 24 kwietnia 1981 w Ałagirze) – zapaśnik pochodzenia osetyjskiego, reprezentant Rosji i (od 2007 roku) Azerbejdżanu. Trzykrotny medalista olimpijski, mistrz świata i trzykrotny mistrz Europy w kategorii do 96 kg w stylu wolnym.
Urodził się w Północnej Osetii. Reprezentując Rosję, w 2002 roku został w Tiranie mistrzem Europy juniorów w wadze półciężkiej, a rok później zajął 7. miejsce na mistrzostwach świata juniorów w Stambule.
Z powodu silnej wewnętrznej rywalizacji w rosyjskiej kadrze seniorów rzadko zdobywał kwalifikacje na międzynarodowe zawody rangi mistrzowskiej, więc w 2007 roku postanowił przyjąć ofertę występów w barwach Azerbejdżanu. Reprezentując ten kraj, wystartował w igrzyskach olimpijskich w Pekinie, zdobywając brązowy medal. Rok później, w duńskiej miejscowości Herning zdobył srebrny medal mistrzostw świata, ponadto trzykrotnie (2009, 2010, 2011) złote medale mistrzostw Europy. W 2012 roku w Londynie ponownie zdobył brąz na igrzyskach olimpijskich w wadze 96 kg. Na igrzyskach w Rio de Janeiro 2016 zdobył srebrny medal w kategorii 97 kg.
Pierwszy w Pucharze Świata w 2006 i 2010; drugi w 2012; trzeci w 2005 i 2009 roku.

## Turniej wPekinie 2008
| Konkurencja         | Walki                  | Walki                      | Walki                   | Walki                    | Walki                   | Klas. końcowa |
| Konkurencja         | Przeciwnik I           | Przeciwnik II              | Ćwierćfinał             | Półfinał                 | Repasaże                | Miejsce       |
| ------------------- | ---------------------- | -------------------------- | ----------------------- | ------------------------ | ----------------------- | ------------- |
| styl wolny do 96 kg | Mateusz Gucman (POL) W | Vincent Aka-Akesse (UKR) W | Qurbon Qurbonov (UZB) W | Szyrwani Muradow (RUS) L | Heorhiy Tibilov (UKR) W | III           |

## Turniej wLondynie 2012
| Konkurencja         | Walki        | Walki                   | Walki                     | Walki                    | Walki                | Klas. końcowa |
| Konkurencja         | Przeciwnik I | Przeciwnik II           | Ćwierćfinał               | Repasaże I               | Repasaże II          | Miejsce       |
| ------------------- | ------------ | ----------------------- | ------------------------- | ------------------------ | -------------------- | ------------- |
| styl wolny do 96 kg | wolny los    | Ruslan Sheykhov (BLR) W | Wałerij Andrijcew (UKR) L | Rustam Iskandari (TJK) W | Reza Yazdani (IRN) W | III           |